# Liste der Einträge im National Register of Historic Places im Faulkner County
Die Liste der Registered Historic Places im Faulkner County führt alle Bauwerke und historischen Stätten im Faulkner County in Arkansas auf, die in das National Register of Historic Places aufgenommen wurden.

## Aktuelle Einträge
| Lfd. Nr. | Name | Bild | Datum der Eintragung | Adresse/Lage | Ort         | ID-Nr.    | Beschreibung |
| -------- | --- | ---- | -------------------- | --- | ----------- | --------- | --- |
| 1        | Administration Building, University of Central Arkansas                                                  |      | 24. Jan. 2011        | 201 Donaghey Avenue | Conway      | 10001153  | |
| 2        | Blessing Farmstead                                                                                       |      | 5. Sep. 1990         | Nördlich von Enola | Barney      | 90001369  | |
| 3        | Brown House                                                                                              |      | 22. Dez. 1982        | 1604 Caldwell Street | Conway      | 82000811  | |
| 4        | Cadron Settlement                                                                                        |      | 17. Mai 1974         | Highway 319W bei der Cadron Settlement Lane | Conway      | 74000475  | Eine Gedenkstätte des Trail Of Tears National Historic Trail, mit früher französischer und amerikanischer Ansiedlung. |
| 5        | Castleberry-Harrington Historic District                                                                 |      | 5. Juni 2007         | Castleberry Road | Republican  | 07000503  | |
| 6        | Centerville United Methodist Church                                                                      |      | 17. Mai 2024         | 271 McNew Cemetery Road | Greenbrier  | 100010313 | |
| 7        | Century Flyer                                                                                            |      | 28. Mai 2010         | 150 E. Siebenmorgan Road | Conway      | 10000284  | Vergnügungspark-Eisenbahn auf dem Gelände des Conway Human Development Center                                         |
| 8        | Church of Christ                                                                                         |      | 15. Feb. 2005        | Highway 310 | Guy         | 05000040  | |
| 9        | Conway Commercial Historic District                                                                      |      | 23. Sep. 2010        | Grob begrenzt durch die Main Street im Süden, die Harkrider Street und Spencer Street im Osten, sowie durch die Mill Street im Norden und durch die Locust Street | Conway      | 10000779  | |
| 10       | Conway Confederate Monument                                                                              |      | 26. Apr. 1996        | In der südwestlichen Ecke der Grünfläche vor dem Gerichtsgebäude, östlich der Einmündung von Robinson Avenue and Center Street                                    | Conway      | 96000455  | |
| 11       | Earl and Oza Crownover-Brown House                                                                       |      | 2. März 2006         | 133 S. Broadway | Damascus    | 06000088  | |
| 12       | O.L. Dunaway House                                                                                       |      | 19. Juli 1996        | 920 Center Street | Conway      | 96000797  | |
| 13       | Richard and Mettie Ealy House                                                                            |      | 30. Sep. 2005        | 280 Solomon Grove Road | Twin Groves | 05001069  | |
| 14       | Farmers State Bank                                                                                       |      | 22. Dez. 1982        | 1001 Front Street | Conway      | 82000812  | |
| 15       | Faulkner County Courthouse                                                                               |      | 27. Nov. 1995        | 801 Locust Street | Conway      | 95001381  | |
| 16       | Faulkner County Jail                                                                                     |      | 20. Juli 1978        | Courthouse Square | Conway      | 78000585  | |
| 17       | First United Methodist Church                                                                            |      | 20. Nov. 1992        | In der nordwestlichen Ecke der Einmündung von Prince Street und Clifton Street                                                                                    | Conway      | 92001623  | |
| 18       | Frauenthal & Schwarz Building                                                                            |      | 23. Okt. 1992        | 824 Front Street | Conway      | 92000956  | |
| 19       | Frauenthal House                                                                                         |      | 22. Dez. 1982        | 631 Western | Conway      | 82000814  | |
| 20       | Galloway Hall                                                                                            |      | 22. Dez. 1982        | Hendrix College campus | Conway      | 82000953  | |
| 21       | Dennis and Christine Garrison House                                                                      |      | 29. Sep. 2005        | 105 Garrison Road | Greenbrier  | 05001070  | |
| 22       | Greeson-Cone House                                                                                       |      | 7. Sep. 1995         | 928 Center Street | Conway      | 95001094  | |
| 23       | Guy High School Gymnasium                                                                                |      | 10. Sep. 1992        | Arkansas Highway 25 | Guy         | 92001196  | |
| 24       | Guy Home Economics Building                                                                              |      | 10. Sep. 1992        | Arkansas Highway 25 | Guy         | 92001197  | |
| 25       | Charlie Hall House                                                                                       |      | 1. Juni 2005         | 221 Old U.S. Highway 65 | Twin Groves | 05000492  | |
| 26       | Hall-Hogan Grocery Store                                                                                 |      | 30. Sep. 2013        | 1364 Mitchell | Conway      | 13000785  | |
| 27       | Frank U. Halter House                                                                                    |      | 29. Aug. 1980        | 1355 College Ave. | Conway      | 80000776  | |
| 28       | Hardy Cemetery                                                                                           |      | 8. Okt. 2009         | 722 Arkansas Highway 225 | Centerville | 09000798  | |
| 29       | Harton House                                                                                             |      | 25. Mai 1979         | 1821 Robinson Avenue | Conway      | 79000438  | |
| 30       | D.O. Harton House                                                                                        |      | 19. Juli 1996        | 607 Davis Street | Conway      | 96000796  | |
| 31       | Hendrix College Addition Neighborhood Historic District                                                  |      | 20. Sep. 2007        | Grob begrenzt durch die Washington Avenue, die Fleming Street, die Harkrider Street und die Winfield Street                                                       | Conway      | 07000973  | |
| 32       | Michael M. Hiegel House                                                                                  |      | 14. Aug. 1998        | 504 2nd Street | Conway      | 98000912  | |
| 33       | E.E. Hooten House                                                                                        |      | 15. Feb. 2005        | 400 Arkansas Highway 25 | Guy         | 05000039  | |
| 34       | Farris and Evelyn Langley House                                                                          |      | 1. Juni 2005         | 12 Langley Lane | Republican  | 05000493  | |
| 35       | Lasley's College Apartments                                                                              |      | 25. Mai 2011         | 1916 & 1922 Bruce Street | Conway      | 11000300  | |
| 36       | Lee Service Station                                                                                      |      | 15. Feb. 2005        | 28 S. Broadway | Damascus    | 05000044  | |
| 37       | Liberty School Cafeteria                                                                                 |      | 10. Sep. 1992        | Arkansas Highway 36, nördlich der Einmündung in die U.S. Route 64                                                                                                 | Hamlet      | 92001195  | |
| 38       | J.E. Little House                                                                                        |      | 26. Jan. 1999        | 427 Western Avenue | Conway      | 98001631  | |
| 39       | Martin Hall                                                                                              |      | 22. Dez. 1982        | Hendrix College campus | Conway      | 82000815  | |
| 40       | Merritt House                                                                                            |      | 28. Sep. 2005        | 139 N. Broadview | Greenbrier  | 05001071  | |
| 41       | S.D. Merritt House                                                                                       |      | 15. Feb. 2005        | 45 Arkansas Highway 25 | Greenbrier  | 05000038  | |
| 42       | Military Road-Cadron Segment                                                                             |      | 28. Jan. 2004        | Adresse gesperrt | Conway      | 03001490  | Ein Segment des Trail Of Tears National Historic Trails                                                               |
| 43       | Mt. Zion Missionary Baptist Church                                                                       |      | 5. Feb. 2009         | 249 Arkansas Highway 107 | Enola       | 09000003  | |
| 44       | Oak Grove Cemetery Historic Section                                                                      |      | 4. Nov. 2009         | E. Bruce Street, etwa 500 m östlich der Harkrider Street | Conway      | 09000341  | |
| 45       | Silas Owens Sr. House                                                                                    |      | 15. Feb. 2005        | 157 Solomon Grove Road | Twin Groves | 05000045  | |
| 46       | Patton House                                                                                             |      | 30. Sep. 1993        | Arkansas Highway 25 | Wooster     | 93001026  | |
| 47       | President's House                                                                                        |      | 22. Dez. 1982        | Hendrix College campus | Conway      | 82000816  | |
| 48       | Quattlebaum-Pelletier House                                                                              |      | 1. Juni 2005         | 43 Ozark | Twin Groves | 05000494  | |
| 49       | Frank E. Robins House                                                                                    |      | 20. Mai 1994         | 567 Locust Street | Conway      | 94000497  | |
| 50       | Reuben W. Robins House                                                                                   |      | 28. Sep. 2005        | 508 Locust Street | Conway      | 05001072  | |
| 51       | Robinson Historic District                                                                               |      | 29. Jan. 2001        | Grob begrenzt durch Cross Street, Prince Street, Faulkner Street, Watkins Street und Robinson Avenue                                                              | Conway      | 00001645  | |
| 52       | James and Jewell Salter House                                                                            |      | 1. Juni 2005         | 159 S. Broadview | Greenbrier  | 05000495  | |
| 53       | Scull Historic District                                                                                  |      | 21. Sep. 2017        | 428 & 432 Conway Blvd. | Conway      | 100001647 | |
| 54       | Sellers House                                                                                            |      | 15. Feb. 2005        | 89 Acklin Gap Road | Conway      | 05000042  | |
| 55       | S.G. Smith House                                                                                         |      | 22. Dez. 1982        | 1837 Caldwell Street | Conway      | 82000853  | |
| 56       | Solomon Grove Smith-Hughes Building                                                                      |      | 9. Dez. 1994         | South of County Road 29 | Twin Groves | 94001461  | |
| 57       | Spears House                                                                                             |      | 15. Feb. 2005        | 1235 U.S. Route 65 | Greenbrier  | 05000043  | |
| 58       | Springfield Bridge                                                                                       |      | 21. Juli 1988        | Beaverfork Lake Park | Conway      | 88000660  | 2017 versetzt |
| 59       | Titan II ICBM Launch Complex Site 373-9                                                                  |      | 14. Sep. 2020        | 23 Missile Base Road | Vilonia     | 100005583 | |
| 60       | Titan II ICBM Launch Complex 374-5 Site                                                                  |      | 18. Feb. 2000        | Östlich der U.S. Route 65, 600 m nördlich der Einmündung der E. Cadron Ridge Road                                                                                 | Springhill  | 98001433  | |
| 61       | Tyler-Southerland House                                                                                  |      | 19. Okt. 2005        | 36 Southerland | Conway      | 05001168  | |
| 62       | [[University of Central Arkansas History and mission\|University of Central Arkansas Historic District]] |      | 13. März 2013        | 201 Donaghey Avenue | Conway      | 13000064  | |
| 63       | Earl and Mildred Ward House                                                                              |      | 19. Okt. 2005        | 1157 Mitchell Street | Conway      | 05001169  | |
| 64       | Washburn House                                                                                           |      | 23. Jan. 2007        | 40 Battles Loop | Guy         | 06001279  | |
| 65       | Young Memorial                                                                                           |      | 19. Juli 1996        | 1601 Harkrider Drive, nördlich der Reynolds Science Hall | Conway      | 96000758  | |